# Велики кинески зид (филм)
Велики кинески зид (енгл. The Great Wall) кинеско амерички је научнофантастични акциони филм из 2017. године у режији Занга Јимуа. Сценарио потписују Карло Бернард, Даг Миро и Тони Гилрој на основу приче Макса Брукса, Едварда Цвика и Маршала Херсковица, док су продуценти филма Томас Тул, Чарлс Ровен, Џон Џашни и Питер Лер. Филмску музику је компоновао Рамин Џавади.
Радња се усредсређује око европског плаћеника ратника (Мет Дејмон) којег су империјалне кинеске снаге затвориле унутар Кинеског зида након што је стигао у потрази за барутом, да би на крају удружио снаге са Кинезима како би помогао у борби против ванземаљске претње. 
Насловну улогу тумачи Мет Дејмон као плаћеник Вилијам Гарин, док су у осталим улогама Јинг Тиан, Педро Паскал, Вилем Дафо, Енди Лу и Лу Хан. Дистрибуиран од стране Universal Picturesа, светска премијера филма је била одржана 16. децембра 2016. у Кини, док је се у Сједињеним Америчким Државама почео приказивати 17. фебруара 2017. године.
Буџет филма је износио 150 000 000 долара, а зарада од филма је 334 900 000 долара.

## Радња
Кад ратника, плаћеника Вилијама Гарина (Мет Дејмон) затворе у Кинеском зиду, он ће открити мистерију која стоји иза једног од највећих чуда нашег света. Кад таласи застрашујућих звери које намеравају да прождеру свет, опколе масивну структуру, његова потрага за богатством претвориће се у путовање ка херојству кад се прикључи огромној армији елитних ратника и суочи с незамисливом и наизглед незаустављивом силом.

## Улоге
| Глумац       | Улога             |
| ------------ | ----------------- |
| Мет Дејмон   | Вилијам Гарин     |
| Јинг Тиан    | командант Лин Мае |
| Педро Паскал | Перо Товар        |
| Вилем Дафо   | господин Балард   |
| Енди Лу      | стратег Ванг      |
| Занг Ханју   | генерал Шао       |
| Лу Хан       | Пенг Јонг         |
| Еди Пенг     | командант Ву      |
| Кени Лин     | командант Чен     |